# APB: All Points Bulletin
Pour les articles homonymes, voir ABP et APB: All Points Bulletin (jeu vidéo, 2010).
APB: All Points Bulletin est un jeu vidéo développé par la société américaine Atari Games, sorti en 1987 sur borne d'arcade. APB est un jeu en 2D en vue de dessus qui met en scène des courses-poursuites en voiture dans un style cartoon. Le joueur incarne un policier débutant, l'officier Bob, qui patrouille librement dans la ville afin d'appréhender un quota journalier de délinquants, et certains jours, des malfaiteurs de renom. Le manque de résultats et les dommages collatéraux conduisent au licenciement.
Le jeu a été conçu et programmé par Dave Theurer, l'auteur de Missile Command, Tempest et I, Robot. Il a été adapté à partir de 1989 sur les ordinateurs Amiga, Amstrad CPC, Atari ST, Commodore 64, PC (DOS), ZX Spectrum et la console portable Lynx.

## Système de jeu
L'écran est orienté à la verticale pour afficher une route offrant de nombreux pièges et raccourcis. Les malfaiteurs peuvent être arrêtés en les visant avec un réticule dont la portée augmente avec la vitesse de la voiture.

## Portages
La version originale est disponible sur GameCube, PlayStation 2, Xbox (2004) et PC (Windows, 2006) dans la compilation Midway Arcade Treasures.

## Accueil
Le jeu est l'une des entrées de l'ouvrage Les 1001 jeux vidéo auxquels il faut avoir joué dans sa vie.